# Spring nicht
Spring nicht – Singel i piosenka niemieckiego zespołu Tokio Hotel.
Piosenka opowiada o samobójstwie. Bill Kaulitz wokalista i autor przekonuje w niej, by nie odbierać sobie życia. Utwór został uznany w 2010 roku przez plebiscyt radia w Finlandii za najlepszą piosenkę XXI wieku.

## Teledysk
Teledysk został nakręcony w Berlinie.
Akcja całego klipu rozpoczęta jest wejściem wokalisty Billa Kaulitza na dach wieżowca, w celu popełnienia samobójstwa. Od momentu, gdy zaraz po wejściu na dach, zaczyna płakać i w jego oku pojawia się łza, wszystko dzieje się w jego wyobraźni. Bill Kaulitz wciela się w tym klipie w dwie role, pierwsza to rola samobójcy, druga rola to człowiek, który chce powstrzymać samobójcę przed skokiem. Jako druga osoba, widząc stojącego na dachu chłopaka Billa,  wbiega na dach próbując powstrzymać go przed śmiercią.
Klip ma dwa zakończenia. Przy słowach Dann spring ich für dich chłopak skacze z dachu, jednak czas cofa się do momentu, gdy stoi na dachu i rozważa skok z łzą w oku, ponieważ wszystko działo się w jego wyobraźni.
Akcja samobójstwa i próby uratowania Billa są przeplatane scenami, w których cały zespół gra w ciemnym pomieszczeniu, kilka metrów obok na krześle siedzi wokalista Bill Kaulitz i śpiewa.
Warto zauważyć też, iż w trakcie akcji ratowniczej, biegnąc po schodach, Bill umiera. Prawdopodobnie z wyczerpania. Chwyta się za serce i upada, dalej biegnie tylko jego dusza. Także z Billa-samobójcy wychodzi dusza. Odchodzi w dal. Dusza Billa, który biegł na dach, ogląda się za nią i znika.
Wtedy Bill skacze. Po chwili jednak znów stoi na dachu, możliwe jest, iż na takiej zasadzie, jak było to wspomniane wcześniej. Możliwe także, iż jest to tylko jego dusza - możemy jedynie zgadywać.